# Жё
Жё (фр. и окс. Geu) — коммуна во Франции, находится в регионе Юг — Пиренеи. Департамент — Верхние Пиренеи. Входит в состав кантона Лурд-Эст. Округ коммуны — Аржелес-Газост.
Код INSEE коммуны — 65201.

## География
Коммуна расположена приблизительно в 680 км к югу от Парижа, в 140 км юго-западнее Тулузы, в 24 км к юго-западу от Тарба.
Коммуна расположена в долине Кастеллубон. По территории коммуны протекает река Гав-де-По.

## Климат
Климат умеренно-океанический с солнечной тёплой погодой и обильными осадками на протяжении практически всего года.

## Население
Население коммуны на 2010 год составляло 174 человека.
| 1962 | 1968 | 1975 | 1982 | 1990 | 1999 | 2010 |
| ---- | ---- | ---- | ---- | ---- | ---- | ---- |
| 95   | 105  | 95   | 110  | 116  | 145  | 174  |

## Администрация
| Период | Период | Фамилия          | Партия | Примечания |
| ------ | ------ | ---------------- | ------ | ---------- |
| 2001   | 2020   | Жан-Клод Кастеро |        |            |

## Экономика
В 2010 году среди 111 человек трудоспособного возраста (15-64 лет) 87 были экономически активными, 24 — неактивными (показатель активности — 78,4 %, в 1999 году было 74,3 %). Из 87 активных жителей работали 81 человек (49 мужчин и 32 женщины), безработных было 6 (3 мужчин и 3 женщины). Среди 24 неактивных 5 человек были учениками или студентами, 7 — пенсионерами, 12 были неактивными по другим причинам.

## Достопримечательности
- Церковь Св. Мартина (XII век). Исторический памятник с 1942 года[8]
- Руины замка Жалу

## Фотогалерея

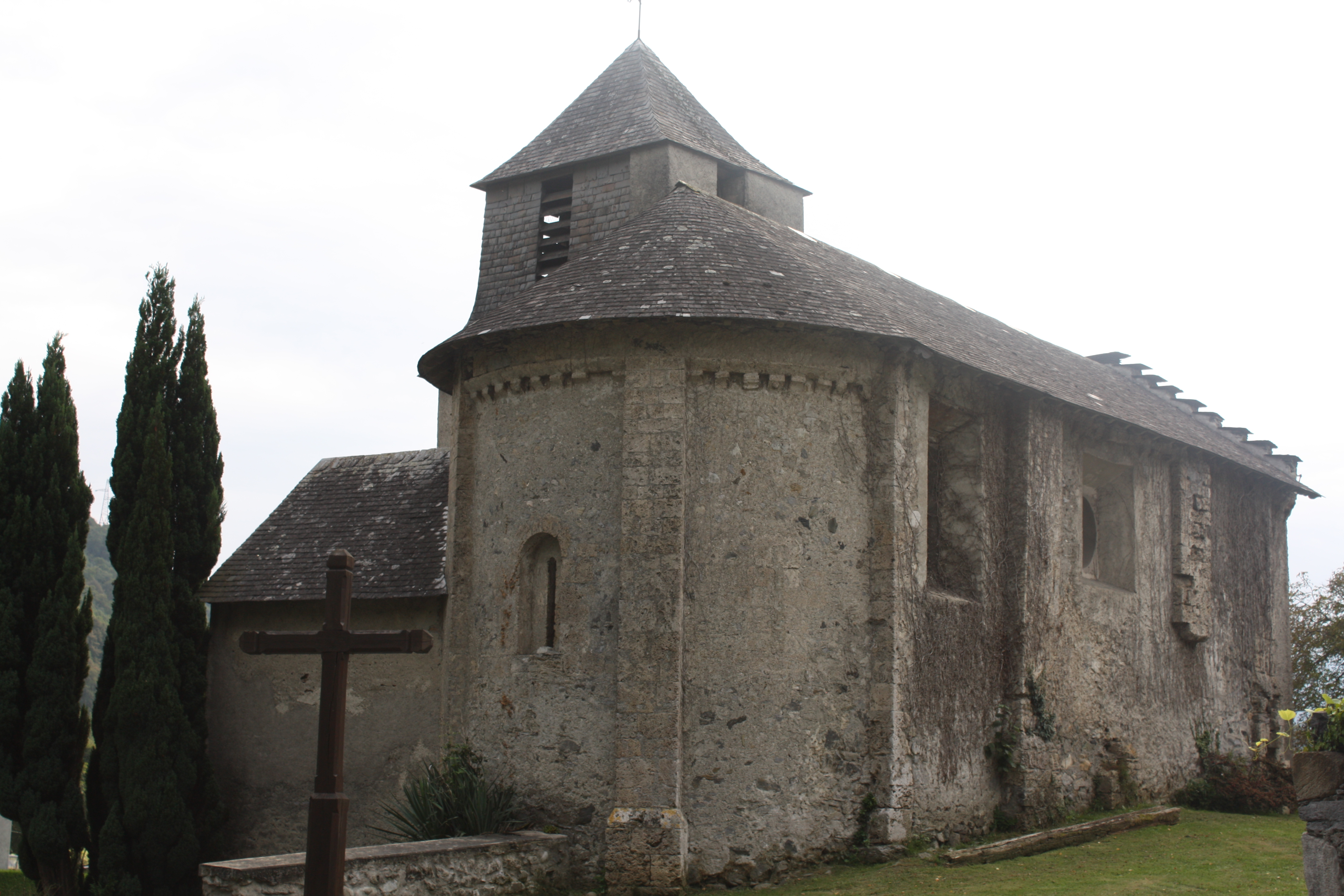
Церковь Св. Мартина
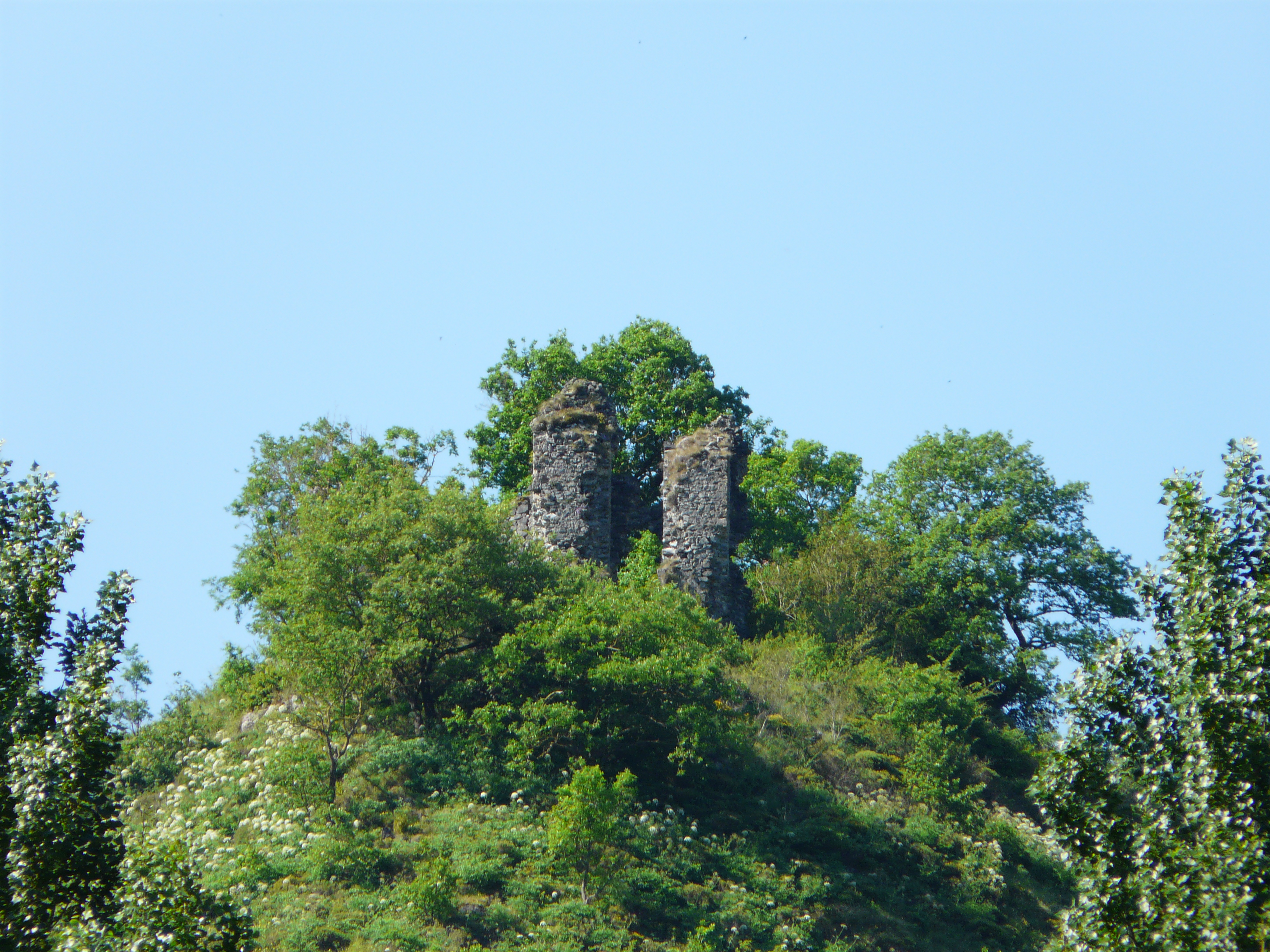
Руины замка Жалу
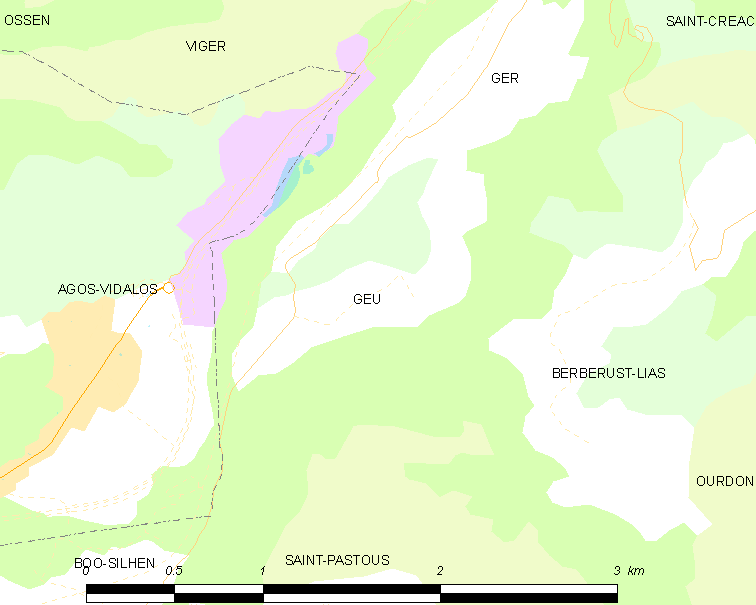
Карта коммуны